# Centrale Marketing-Gesellschaft der deutschen Agrarwirtschaft
Die CMA Centrale Marketing-Gesellschaft der deutschen Agrarwirtschaft mbH (CMA) war eine deutsche Agrarmarketing-Organisation. Sie warb für Agrarprodukte und informierte über die Erzeugung und Verwendung von Lebensmitteln.

## Geschichte
Die CMA wurde 1970 als Nachfolgerin der 1958 für die Förderung der Ausfuhr der deutschen Land-, Forst- und Ernährungswirtschaft gegründeten Arbeitsgemeinschaft Agrarexport gegründet und hatte ihren Sitz in Bonn-Bad Godesberg. Sie war privatrechtlich in der Rechtsform einer GmbH organisiert. Die Gesellschafter waren 41 Spitzenverbände der deutschen Landwirtschaft und Lebensmittelindustrie, darunter
- die Bundesvereinigung der deutschen Ernährungsindustrie,
- der Deutsche Bauernverband,
- der Deutsche Hotel- und Gaststättenverband und
- der Zentralverband der deutschen Konsumgenossenschaften.

Die CMA hatte etwa 150 Mitarbeiter und dreizehn Auslandsbüros.
Am 5. März 2009 wurde – als eine Folge des Urteils des Bundesverfassungsgerichts zum Absatzfonds vom 3. Februar 2009 – in einer außerordentlichen Gesellschafterversammlung die Liquidation der CMA beschlossen (§ 60 Abs. 1 Nr. 2 GmbHG), da die Finanzierung ohne nun wegfallende Zwangsabgaben gefährdet war. Die Liquidation ist beendet. Die Gesellschaft ist gelöscht.

## Finanzierung
Finanziert wurde die CMA zu 90 % durch den am 26. Juni 1969 als eine Anstalt des öffentlichen Rechts gegründeten Absatzfonds. Dieser erhob von Betrieben der Land- und Ernährungswirtschaft die CMA-Beiträge, die sich im Durchschnitt auf 0,4 % des Warenwertes beliefen. Außerdem erhielt die CMA Zuschüsse aus EU-Fördermitteln. Auch wurden aus Kooperationen mit Dritten – zum Beispiel Fortbildungsveranstaltungen oder Messeauftritte – Einnahmen generiert. Die CMA sollte angeblich über Rücklagen in erheblicher Höhe verfügen, Bundestagsabgeordnete gaben sie 2005 mit 400 Millionen Euro an.
Nach Klagen von Beitragszahlern, die einen fehlenden Gegenwert für ihre Beiträge bemängelten, befasste sich das Bundesverfassungsgericht mit der Zwangsabgabe an den Absatzfonds. Der Aufsichtsrat des Absatzfonds beschloss daraufhin am 27. September 2006, die Ausgaben drastisch zu senken. Die CMA musste ihr Budget um 50 % auf 50 Millionen Euro senken. Dadurch wurden mehrere Kampagnen in Frage gestellt, u. a. die Fortführung des Sponsorings der ARD-Sportschau zum Ende der Saison 2006/07.
Am 3. Februar 2009 erklärte das Bundesverfassungsgericht die Zwangsbeiträge zur Finanzierung des Absatzfonds und seiner beiden Durchführungsgesellschaften, der CMA sowie der ZMP, für verfassungswidrig.
Laut Medienberichten gab es bei der Liquidation der CMA erhebliche Probleme. Allein in Rostock lagerten in einem Lagerhaus 2500 Euro-Paletten mit Werbematerial, das bis 31. Dezember 2009 geräumt sein musste.

## Aktivitäten

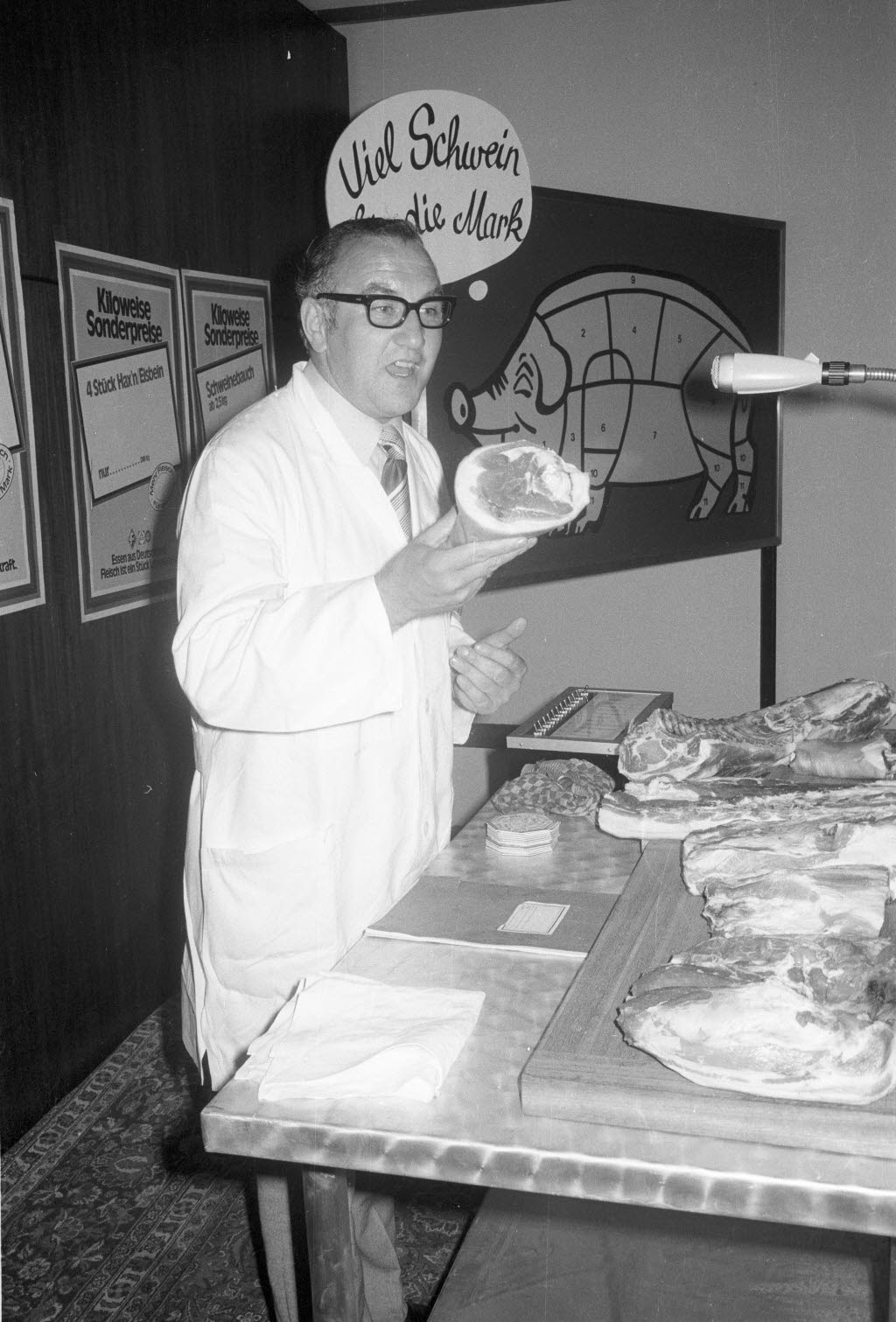
„Viel Schwein für die Mark“, eine Sonderaktion zur Vermarktung von Schweinefleisch (1974)

Die CMA sollte durch Gemeinschaftsmarketing landwirtschaftliche Erzeugnisse aus deutscher Produktion fördern. So versuchte sie nach eigenen Angaben den Verkauf von Fleisch, Milch, Geflügel, Eiern, Obst und Gemüse zu fördern und hatte das Ziel, die Position der deutschen Agrarwirtschaft im In- und Ausland zu stärken.
Zur Verfolgung dieser Ziele kooperierte die CMA beispielsweise mit den öffentlich-rechtlichen Rundfunkanstalten, erstellte Informationsmaterialien für Verbraucher und Multiplikatoren wie Lehrer, Journalisten und Ernährungsberater, beteiligte sich an Messen und Veranstaltungen und unterstützte regionale Initiativen der deutschen Land- und Ernährungswirtschaft.
Die CMA engagierte sich seit 1972 im Bereich der Qualitätsprüfung und -kontrolle. Zudem erhielten Produkte der Agrarwirtschaft das CMA-Gütesiegel. Dies hieß früher „Markenqualität aus deutschen Landen“, wurde jedoch geändert in „geprüfte Markenqualität“ aufgrund eines Urteils des Europäischen Gerichtshofs, nach dem nicht mehr mit der staatlich-regionalen Herkunft von Agrarprodukten geworben werden durfte. Auch Bezeichnungen wie „Gutes aus Deutschland“ wurden durch den EuGH verboten, sofern diese Werbung mit staatlichen Mitteln finanziert worden war.
Seit den 1980er Jahren verwendete die CMA das Maskottchen Donni Dotter, eine Comicfigur in der Form eines Hühnereis.
Die CMA beteiligte sich am QS-Prüfzeichen, das 2001 als Siegel der Lebensmittelwirtschaft eingeführt wurde. Die Erzeugungskontrolle nimmt die QS Qualität und Sicherheit GmbH vor, ein Zusammenschluss von Lebensmittelwirtschaftsverbänden und -unternehmen. Gesellschafter sind neben drei weiteren u. a. der Deutsche Bauernverband (DBV) und der Deutsche Raiffeisenverband (DRV).
Ebenso gehörte die CMA zu den Gründungsgesellschaftern der ebenfalls in der Qualitätssicherung aktiven Unternehmen Orgainvent (Fleischetikettierung) und Agrizert (Qualitätsmanagement: Schulung, Zertifizierung).

## Kritik
Die Werbemaßnahmen der CMA wurden immer wieder von Teilen der Branche als unwirksam und misslungen kritisiert.
Die Auszeichnung von konventioneller Qualität mit einem besonderen Gütesiegel, dem QS-Prüfzeichen, für das die CMA als Werbepartner fungierte, wurde von Foodwatch als Irreführung der Verbraucher über die tatsächliche Qualität kritisiert.
Seit einem Urteil des Europäischen Gerichtshofs von 2002 (EuGH, Rechtssache C-325/00) durfte die CMA auch nicht mehr speziell für deutsche Produkte werben, da sie als quasi staatliche Stelle nicht die Produkte anderer europäischer Hersteller benachteiligen dürfe. Der Werbe-Slogan Markenqualität aus deutschen Landen durfte danach nicht mehr verwendet werden. Das Ziel der Förderung der deutschen Agrarwirtschaft wurde damit beeinträchtigt. Dies war letztlich auch der Grund für Liquidation der CMA, da aufgrund der Verfassungswidrigkeit der Finanzierung der CMA offensichtlich die freiwillige Bereitschaft der seitherigen Zwangsbeitragszahler fehlte, der CMA Geld zu überweisen.
Zudem wurde der CMA besonders von Veganern und Vegetariern vorgeworfen, dass viele der von ihr beworbenen Produkte mit der Ausbeutung von Tieren in Verbindung stehen.